# Мемориал солдатам Советской армии в Бранево
Мемориал солдатам Советской армии в Бранево — крупнейшее в Европе военное кладбище советских солдат, погибших или умерших в результате травм и болезней, полученных во время Второй мировой войны. Он расположен в городе Бранево (Польша) на ул. Эльблонска.

## История

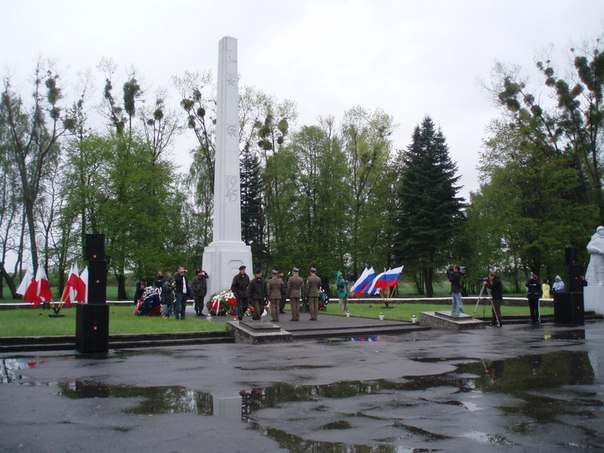
Мемориал солдатам Советской армии в мае 2012 г.

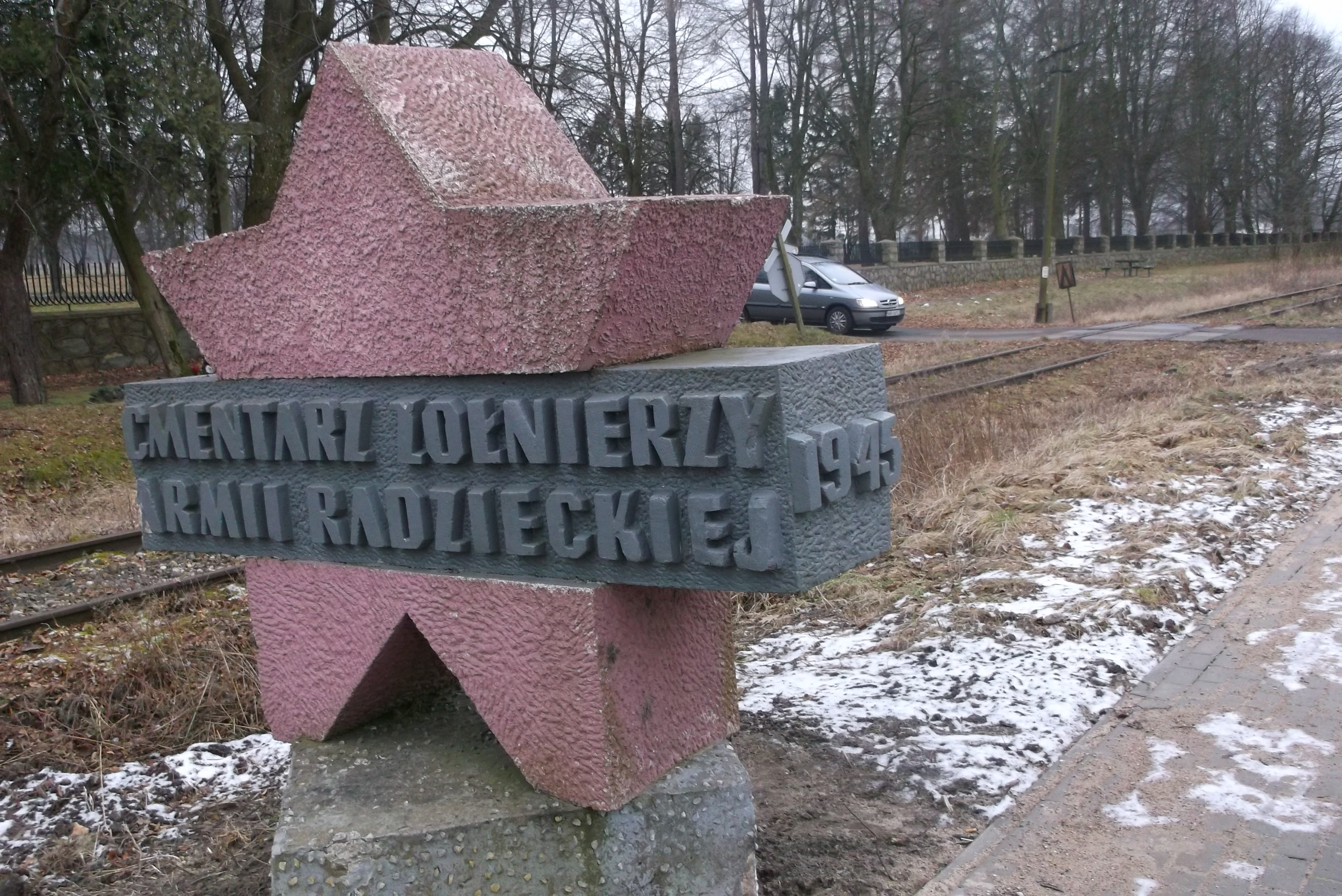
Указатель Мемориала в Бранево

Мемориал был построен в 1945—1968 годах. Является самым большим зарубежным захоронением советских воинов, погибших в годы Второй мировой войны. На нем похоронено свыше 31 000 советских солдат 2 Белорусского фронта и 3 Белорусского фронта, которые погибли в Восточной Пруссии во время Второй мировой войны зимой 1945 года на берегу Калининградского залива, в Пасленке, Эльблонге, Гурово-Илавецке, Кентшине, Барчево, Решель, Нидзица. Солдаты похоронены в 250 массовых захоронениях и одиночных могилах. Только у 4054 солдат установлена личность, фамилии большинства из захороненных неизвестны. По официальным данным в Бранево захоронено 31 237 советских воинов, из них 27 304 — безымянные.
Воинское захоронение образовалось в ходе боевых действий. В послевоенные годы на мемориал были перезахоронены останки павших воинов из окрестных братских и одиночных могил. Последнее захоронение состоялось 20 февраля 2009 года на кладбище был похоронен советский солдат, чьи останки были найдены на военном полигоне в Бранево. При похоронах был совершен православный обряд. Каждый год, в канун 9 Мая, на мемориале в память о павших воинах проводят церемонии, в которых принимают участие польские власти и представители Калининградской области.
С 2010 года ежегодно проходят мотопробеги российских мотоциклистов (байкеров) с возложением цветов и венков. С 2011 года постоянным участником акции является губернатор Калининградской области Николай Цуканов. Во время совместной церемонии возлагаются венки и читаются молитвы.

## Архитектура
Кладбище имеет прямоугольную форму и занимает 6,5 га земли. Солдаты похоронены в общих могилах, в виде равных прямоугольников. Количество таких захоронений — 250.
20 одиночных могил расположено рядом с центральным памятником. Каждая могила сделана из бетона и украшена звездой.
Строительство было завершено в 1968 году. Тогда была возведена центральная часть мемориала в виде обелиска из песчаника и гармонично размещены по углам две скульптурные группы, изображающие солдат. У входа на кладбище размещена памятная доска с информацией о павших солдатах и боях. Автор мемориала — художник Болеслав MARSZAŁ.

## Местонахождение
Кладбище находится на въезде в Бранево, ул. Эльблонгска. Съезд с трассы Эльблонг — Фромборк — Бранево.

## Мотопробеги российских мотоциклистов
С 2010 года ежегодно проходят патриотические мотопробеги российских мотоциклистов с возложением цветов и венков на мемориале.
- 24 апреля 2010 года. Колонна российских, белорусских, литовских и латышских байкеров в количестве 250 человек была сформирована в Калининграде у памятника 1200 воинам-гвардейцам в Калининграде. На польско-российской границе к ней присоединились более 50-ти польских байкеров. В авангарде байк-колонны до воинского захоронения в Бранево ехали губернатор Георгий Боос и руководители байк-клубов, участвующих в патриотическом мотопробеге[1].
- 08 мая 2011 года. Губернатор Николай Цуканов возглавил колонну из более чем 200 байкеров, отправившуюся 8 мая из Калининграда в польский город Бранево, чтобы почтить память погибших воинов Великой Отечественной войны на месте крупнейшего в Европе захоронения советских солдат[2].
- 07 мая 2012 года. 400 байкеров из разных клубов Калининградской области возложили венки и цветы к мемориалу павшим воинам в Бранево (Польша), самом крупном в Европе братском захоронении советских солдат и офицеров, погибших во Второй мировой войне. Колонна мотоциклистов, которую на своем «Харлее-Дэвидсоне» возглавил губернатор Калининградской области Николай Цуканов, двинулась в сторону российско-польской границы, пересекла её и встретилась с колонной польских байкеров[3].
- 27 апреля 2013 года. 300 байкеров из России, Польши и Латвии посетили мемориал в приграничном с Калининградской областью польским городом Бранево. Комплекс считается крупнейшим в Европе захоронением советских солдат и офицеров. В этом масштабном пробеге принял участие и губернатор самого западного региона страны[4].
- 4 мая 2014 года. Из Калининграда в Бранево приехала внушительная делегация. В её составе ветераны, представители различных общественных и патриотических организаций, чиновники региональной и местной власти, а также около 300 байкеров, колонну которых лично возглавил на своем мотоцикле губернатор Н. Цуканов[5]. В прессе упоминалось о готовящихся провокациях с польской стороны в отношении участников проводимой акции[6].
- 25 апреля 2015 года. На фоне скандального недопуска байкеров из мотоклуба «Ночные Волки» на территорию Польши во время пробега Москва-Берлин, делегация из Калининградской области посетила Мемориал в Бранево без всяких происшествий[7]. По информации из СМИ Николай Цуканов способствовал пересечению границы трем байкерам из мотоклуба «Ночные Волки». Как сообщил сам Николай Цуканов в своем твиттере, "«Несмотря на запрет, калининградские „Ночные волки“ вместе с Союзом мотоциклистов Калининградской области, клубами: „Вест-Моторс“, „Витязь“, „Gold Wing“, „Союз“, движением „Колесо истории“ сегодня были с нами в Бранево»[8]. Николай Цуканов прибыл на место на мотоцикле во главе колонны из 170 калининградских байкеров и 50 их польских товарищей. К акции также присоединились руководители дипломатических учреждений: Полномочный Посол РФ в Польше Сергей Андреев, Генеральный консул РФ в Гданьске Александр Караченцев, Генеральный консул Республики Польша в Калининграде Марчин Носаль[9].
- 30 апреля 2016 года. Состоялся седьмой традиционный мотопробег в Бранево, в котором приняли участие свыше 150 мотоциклистов во главе с Николаем Цукановым[10].
- 29 апреля 2017 года. 70 мотоциклистов пересекли российско-польскую границу в ходе мотопробега к Мемориалу в Бранево. Возглавлял российскую делегацию врио губернатора Калининградской области Антон Алиханов. Будучи не байкером, он посетил захоронение на автомобиле[11]. На фоне осложненных российско-польских отношений не смогли пересечь границу группа мотоциклистов из клуба «Ночные волки» из-за наличия своей символики на одежде и мотоциклах, которая приравнена в Польше к экстремизму[12].

При поддержке Правительства Калининградской области Автономная некоммерческая организация «РЕК КО» выпустила в 2014 году фотокнигу о четырёх мотопробегах на самый крупный в Европе Мемориал советских воинов, павших при освобождении Восточной Пруссии от немецких фашистов. Издание было посвящено пятому юбилейному мотопробегу.

## Фотогалерея

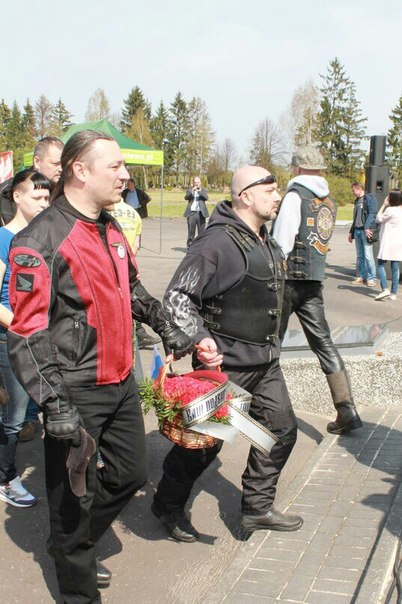
Российские байкеры возлагают цветы на Мемориале, 25 апреля 2015 г.
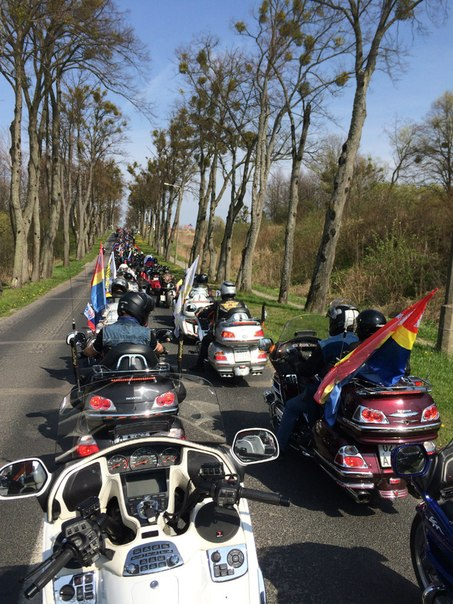
Российские байкеры на подъезде к Мемориалу, 25 апреля 2015 г.
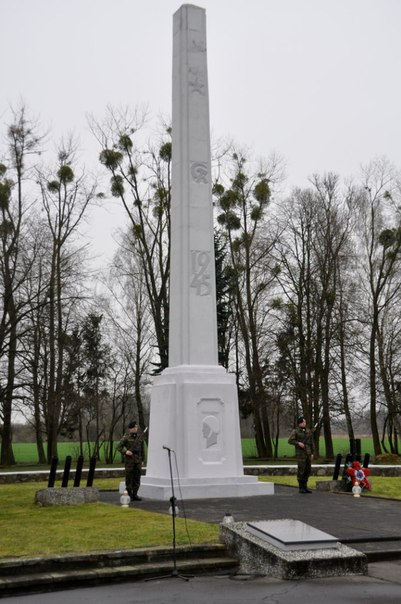
Мемориал советским солдатам
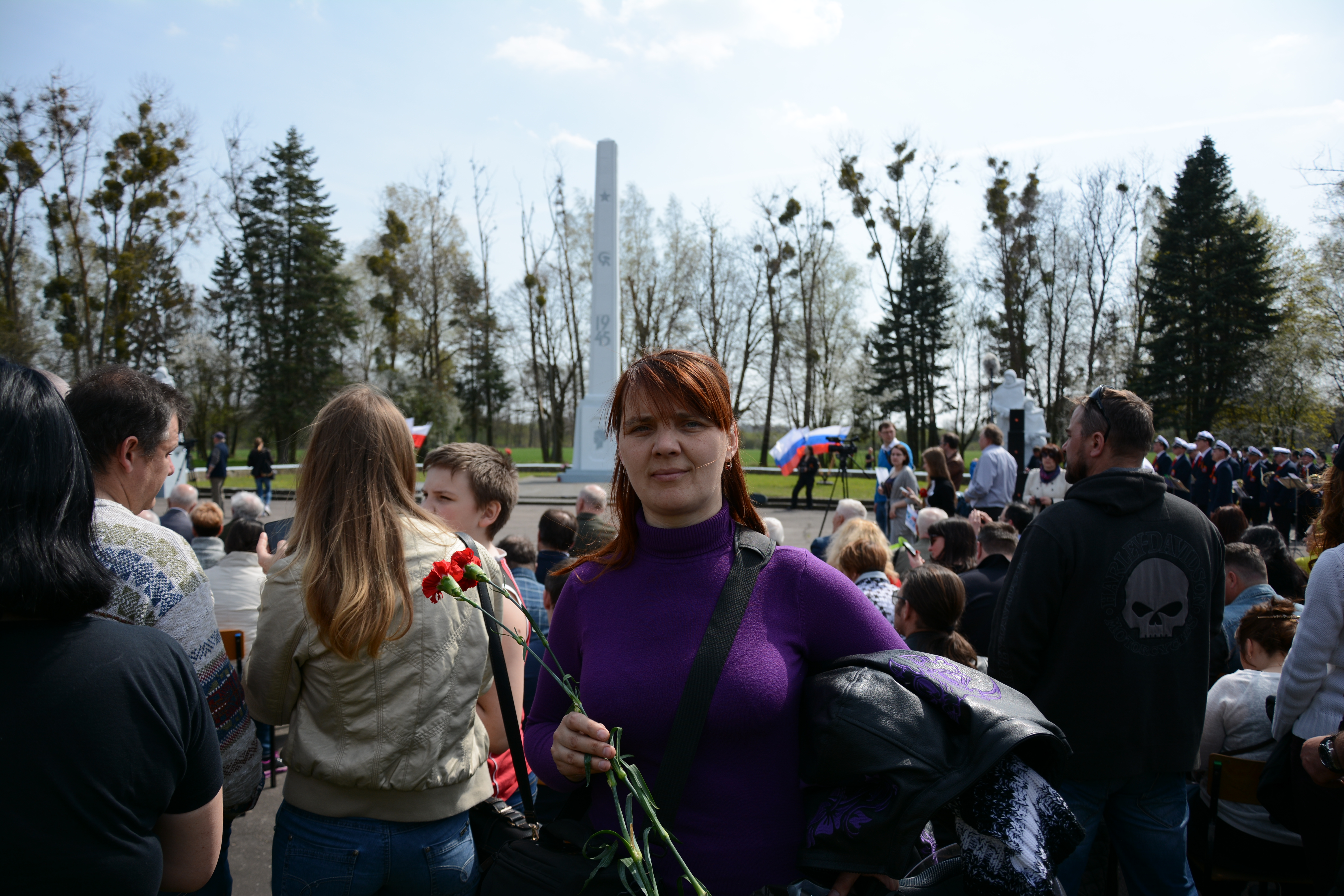
Возложение цветов на мемориале в апреле 2015 года
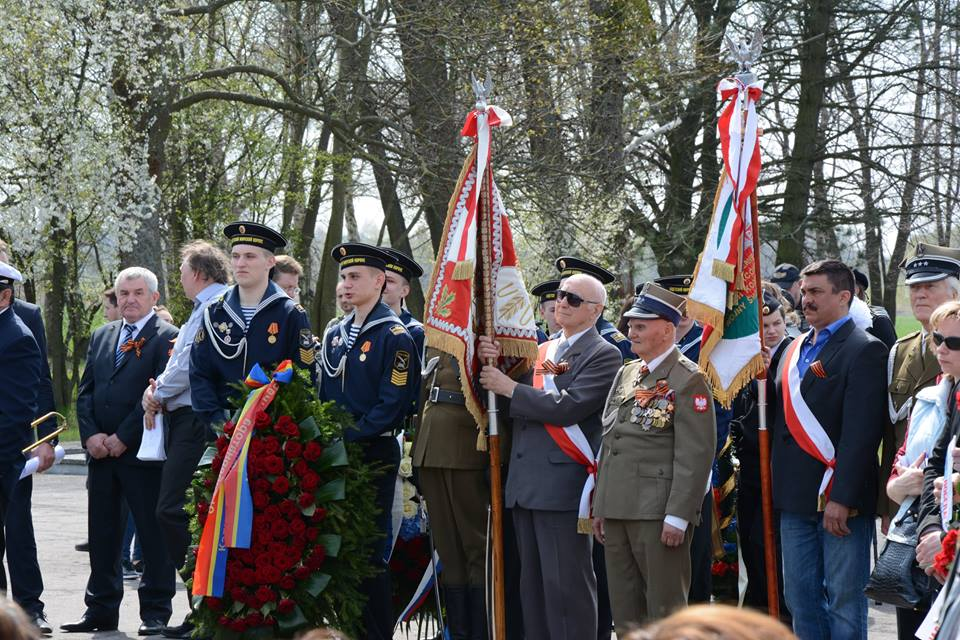
Польская делегация на Мемориале
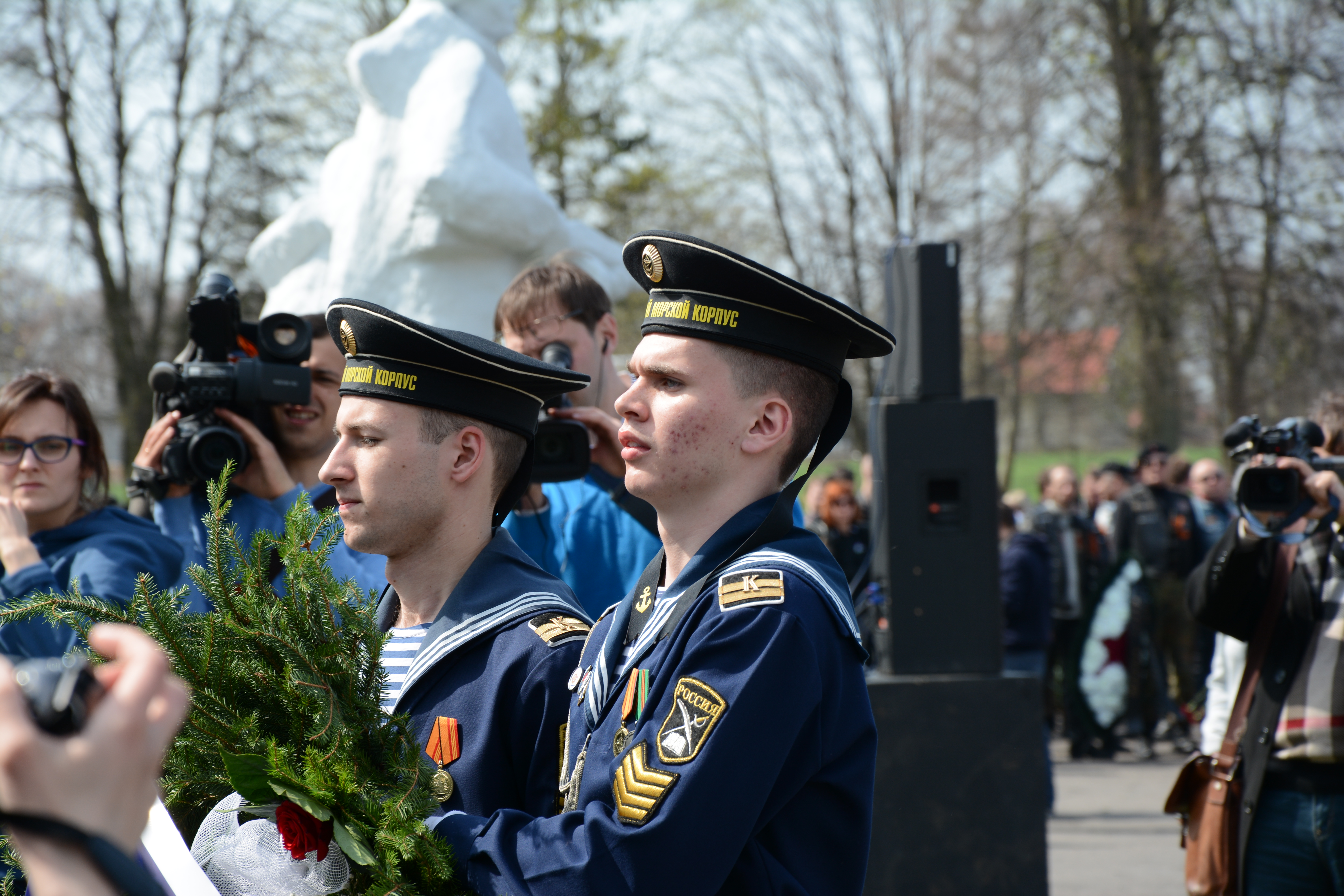
Возложение венков